# Touch! Generations

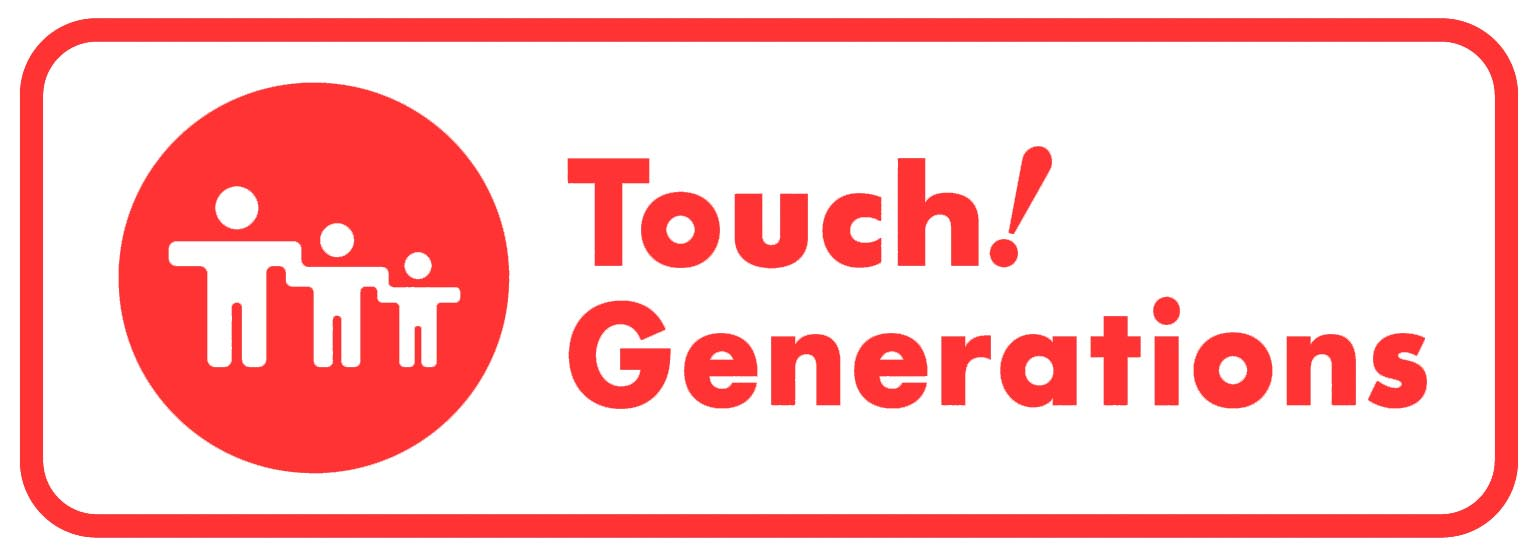
Logotip de la marca a Europa.

Touch! Generations és una marca de Nintendo que es va utilitzar per als jocs de la Nintendo DS, la Nintendo DSi i la Wii, indicant-ne els que eren per a un públic més ampli (com ara gent gran) més que el gamer tradicional. La marca es va llançar el juny de 2006, juntament amb Big Brain Academy i Actionloop, encara que jocs com ara Nintendogs i Brain Training, que ja s'havien publicat anteriorment, portarien el logotip a partir d'aquell moment.
A més, el 14 d'octubre de 2008, es va publicar la banda sonora Touch! Generations Sound Track, amb versions d'alta qualitat i en directe de la música d'alguns dels jocs i d'alguns dels canals per a Wii. Només es podia obtenir pels membres del Club Nintendo al Japó per 400 punts.
Touch! Generations va acabar el 2011 amb el llançament de la Nintendo 3DS, que ja no l'utilitzava, cinc anys després del seu inici. Malgrat això, alguns jocs que es van introduir sota la marca han rebut seqüeles a les properes consoles de Nintendo. Els títols més coneguts de la sèrie són Wii Sports a la Wii i Dr Kawashima's Brain Training: How Old Is Your Brain? a la DS. La marca només es va utilitzar a Amèrica, a les regions PAL, al Japó, a Hong Kong i a Taiwan, però mai es va utilitzar a Corea del Sud ni a la Xina.

## Llista de jocs
Aquesta és una llista de videojocs publicats sota la marca Touch! Generations a Europa i al Japó.

### Nintendo DS
| Títol | Data de llançament original |
| 100 Classic Book Collection DS Bungaku Zenshū (DS文学全集) | 7 d'octubre de 2007         |
| Una col·lecció electrònica de llibres. |                             |
| 1000 Cooking Recipes from Elle à Table | 2 de juliol de 2010         |
| Guia de cuina de la revista francesa Elle à Table (aquest joc només es va publicar a Europa). |                             |
| 42 All-Time Classics Daredemo Asobi Taizen (だれでもアソビ大全) | 3 de novembre de 2005       |
| Col·lecció de jocs de taula, de cartes i d'esports. |                             |
| Actionloop Shunkan Pazurūpu (瞬感パズループ) | 2 de març de 2006           |
| Joc de trencaclosques on el jugador ha d'ajuntar unes boles. |                             |
| Active Health with Carol Vorderman | 7 d'agost de 2009           |
| Joc de fitness amb la personalitat de la televisió britànica Carol Vorderman (aquest joc només es va publicar a Europa). |                             |
| Art Academy: Learn Painting and Drawing Techniques with Step-by-Step Training Egokoro Kyōshitsu DS (絵心教室DS) | 19 de juny de 2010          |
| Programari d'entrenament artístic. |                             |
| Big Brain Academy Yawaraka Atama Juku (やわらかあたま塾) | 30 de juny de 2005          |
| Col·lecció de trencaclosques i activitats per avaluar, mesurar i millorar les habilitats mentals del jugador. |                             |
| Cooking Guide: Can't Decide What to Eat? Sekai no Gohan: Shaberu! DS Oryōri Navi (世界のごはん しゃべる！DSお料理ナビ) | 20 de juny de 2008          |
| Llibre de cuina digital per a la Nintendo DS amb aliments d'arreu del món i reconeixement de veu. |                             |
| Dr Kawashima's Brain Training: How Old Is Your Brain? Nō o Kitaeru Otona no DS Torēningu (脳を鍛える大人のDSトレーニング) | 19 de maig de 2005          |
| Dissenyat per entrenar el cervell del jugador, inspirat en el treball i la recerca del professor Ryuta Kawashima en neurociències.                                                                                              |                             |
| DS Bimoji Training (ja) DS Bimoji Torēningu (DS美文字トレーニング) | 13 de març de 2008          |
| Joc d'entrenament de cal·ligrafia japonesa, inclou un llapis tàctil semblant a un pinzell (aquest joc només es va publicar al Japó).                                                                                            |                             |
| DS Kondate Zenshuu (ja) DS Kondate Zenshū (DS献立全集) | 7 de desembre de 2006       |
| Una altra guia de cuina (aquest joc només es va publicar al Japó). |                             |
| DS Rakubiki Jiten (ja) (DS楽引辞典) | 15 de gener de 2009         |
| Diccionari kanji-anglès-japonès (aquest joc només es va publicar al Japó). |                             |
| DS Uranai Seikatsu (DS占い生活) | 13 d'abril de 2006          |
| Inclou diverses opcions i minijocs relacionats amb la clarividència (aquest joc només es va publicar al Japó). |                             |
| Electroplankton Erekutoropurankuton (エレクトロプランクトン) | 7 d'abril de 2005           |
| Videojoc musical interactiu que permet al jugador interactuar amb plàncton animat i crear música mitjançant diferents interfícies.                                                                                              |                             |
| English Training (ja) Eigo ga Nigate na Otona no DS Torēningu: Eigo Zuke (英語が苦手な大人のDSトレーニング えいご漬け) | 26 de gener de 2006         |
| Joc d'entrenament per millorar el nivell d'anglès del jugador. |                             |
| Face Training: Facial Exercises to Strengthen and Relax from Fumiko Inudo (ja) Otona no DS Kao Torēningu (大人のDS顔トレーニング)                                                                                               | 7 d'agost de 2007           |
| Exercicis facials. Al Japó, el joc inclou un accessori de càmera; a Europa, es va llançar sense un accessori de càmera, però per a la Nintendo DSi, que en té una integrada.                                                    |                             |
| Ganbaru Watashi no Kakei Diary (ja) Ganbaru Watashi no Kakei Daiarī (がんばる私の家計ダイアリー) | 12 de juliol de 2007        |
| Planificador de pressupostos familiars (aquest joc només es va publicar al Japó). |                             |
| Kotoba no Puzzle: Mojipittan DS (ja) Kotoba no Pazuru: Mojipittan DS (ことばのパズル もじぴったんDS) | 15 de març de 2007          |
| Joc de trencaclosques amb paraules (aquest joc només es va publicar al Japó). |                             |
| More Brain Training from Dr. Kawashima: How Old Is Your Brain? Motto Nō o Kitaeru Otona no DS Torēningu (もっと脳を鍛える大人のDSトレーニング)                                                                                  | 29 de desembre de 2005      |
| Seqüela de Dr Kawashima's Brain Training: How Old Is Your Brain?, inclou activitats noves. |                             |
| Nintendo presents: Crossword Collection | 5 de maig de 2008           |
| Col·lecció de mots encreuats (aquest joc no es va llançar al Japó). |                             |
| Nintendo Touch Golf: Birdie Challenge Otona no DS Gorufu (大人のDSゴルフ) | 10 de novembre de 2005      |
| Videojoc de golf que utilitza el llapis tàctil. |                             |
| Nintendogs Nintendoggusu (ニンテンドッグス) | 21 d'abril de 2005          |
| Joc de simulació de mascotes. (El joc es va llançar a la Xina per a Nintendo DSi, però la marca Touch! Generations no hi era.)                                                                                                  |                             |
| Otona no Joushiki-ryoku Training DS (ja) Otona no Jōshikiryoku Torēningu DS (大人の常識力トレーニングDS) | 26 d'octubre de 2006        |
| Joc de preguntes de coneixement general, els temes inclouen cortesia/modals, societat, intel·ligència, trànsit, art i música (aquest joc només es va publicar al Japó).                                                         |                             |
| Picross 3D Rittai Pikurosu (立体ピクロス) | 12 de març de 2009          |
| El joc de trencaclosques Picross amb gràfics en 3D. |                             |
| Picross DS Pikurosu DS (ピクロスDS) | 25 de gener de 2007         |
| El joc de trencaclosques Picross per a DS. |                             |
| Practise English! (ja) Eigo ga Nigate na Otona no DS Torēningu: Motto Eigo Zuke (英語が苦手な大人のDSトレーニング もっとえいご漬け)                                                                                             | 29 de març de 2007          |
| Seqüela d'English Training!, per a jugadors amb un nivell d'anglès més avançat, inclou reconeixement de veu, nous exercicis i activitats.                                                                                       |                             |
| Professor Kageyama's Maths Training: The Hundred Cell Calculation MethodDS Kageyama Mesoddo: Masu x Masu Pure Hyaku Masu Keisan, Hyaku Masu no Maeni Kore Dayo! (DS陰山メソッド ます×ますプレ百ます計算 百ますの前にこれだよ！) | 13 de gener de 2007         |
| Joc d'entrenament matemàtic amb diferents exercicis. |                             |
| Rhythm Paradise Rizumu Tengoku Gōrudo (リズム天国ゴールド) | 31 de juliol de 2008        |
| Col·lecció de jocs basats en el ritme. La seva seqüela, Beat the Beat: Rhythm Paradise, no forma part de la marca. |                             |
| Shaberu! DS Oryouri Navi (ja) Shaberu! DS Oryōri Navi (しゃべる！DSお料理ナビ) | 20 de juliol de 2006        |
| Guia de cuina, preqüela de Cooking Guide: Can't Decide What to Eat? (aquest joc només es va publicar al Japó). |                             |
| Shiranai Mamade wa Son o Suru Mono ya Okane no Shikumi DS (ja) Shiranai Mamade wa Son o Suru Mono ya Okane no Shikumi DS (知らないままでは損をする「モノやお金のしくみ」ＤＳ)                                                   | 27 d'agost de 2009          |
| Joc educatiu sobre economia en col·laboració amb el diari japonès El Nikkei (aquest joc només es va publicar al Japó). |                             |
| Sight Training: Enjoy Exercising and Relaxing Your EyesMiru Chikara wo Jissen de Kitaeru: DS Medikara Torēningu (見る力を実践で鍛える DS眼力トレーニング)                                                                       | 31 de maig de 2007          |
| Col·lecció d'exercicis d'entrenament i relaxació visual. |                             |
| Sudoku Master Pazuru Shirīzu Vol. 3 Sūdoku (パズルシリーズVol．3 数独) | 23 de març de 2006          |
| Col·lecció de quatre-cents puzles de sudoku. |                             |
| Tabi no Yubisashi Kaiwachou DS (ja) Tabi no Yubisashi Kaiwachō DS (旅の指さし会話帳ＤＳ) | 20 d'abril de 2006          |
| Llista de frases per a viatges. Publicat en cinc volums (Tailàndia, Xina, Corea, Alemanya, EUA). Aquest joc només es va publicar al Japó.                                                                                       |                             |
| Tetris DS Tetorisu DS (テトリスＤＳ) | 20 de març de 2006          |
| Joc de Tetris per a DS. |                             |
| Touch de Tanoshimu Hyakunin Isshu: DS Shigureden (ja) Tatchi de Tanoshimu Hyakunin Isshu: DS Shigureden (タッチで楽しむ百人一首 ＤＳ時雨殿)                                                                                     | 14 de desembre de 2006      |
| Adaptació del joc de cartes japonès uta-garuta (aquest joc només es va publicar al Japó). |                             |
| Walk with me! Do you know your walking routine? Aruite Wakaru Seikatsu Rizumu DS (歩いてわかる 生活リズムＤＳ) | 7 d'octubre de 2007         |
| Aplicació per caminar que inclou un accessori de podòmetre i suport per als personatges Mii. |                             |

### Wii
| Títol | Data de llançament original |
| Another Code: R – A Journey into Lost Memories Anazā Kōdo: R – Kioku no Tobira (アナザーコード：Ｒ 記憶の扉) | 5 de febrer de 2009         |
| Joc d'aventures d'estil apuntar i clicar amb el Wii Remote.                                                  |                             |
| Big Brain Academy for Wii Wii de Yawaraka Atama Juku (Wiiでやわらかあたま塾)                                 | 2 de juliol de 2010         |
| Versió Wii de Big Brain Academy.                                                                             |                             |
| Endless Ocean (FOREVER BLUE)                                                                                 | 2 d'agost de 2007           |
| Joc d'aventures de submarinisme.                                                                             |                             |
| Endless Ocean 2: Adventures of the Deep Forever Blue: Umi no Yobigoe (FOREVER BLUE：海の呼び声)              | 17 de setembre de 2009      |
| Seqüela d'Endless Ocean.                                                                                     |                             |
| Minna no Joushiki-ryoku Terebi (ja) Minna no Jōshikiryoku Terebi (みんなの常識力テレビ)                      | 6 de març de 2008           |
| Seqüela d'Otona no Joushiki-ryoku Training DS.                                                               |                             |
| Wii Chess Tsūshin Taikyoku: Wārudo Chesu (通信対局 ワールドチェス)                                           | 18 de gener de 2008         |
| Videojoc d'escacs. Al Japó, només s'ha llançat a través de WiiWare.                                          |                             |
| Wii Fit | 1 de desembre de 2007       |
| Activitats d'exercici físic, inclou la Wii Balance Board.                                                    |                             |
| Wii Fit Plus                                                                                                 | 1 d'octubre de 2009         |
| Expansió del Wii Fit.                                                                                        |                             |
| Wii Music | 16 d'octubre de 2008        |
| Permet als jugadors tocar instruments i crear música sacsejant el Wii Remote.                                |                             |
| Wii Party | 8 de juliol de 2010         |
| Col·lecció de minijocs semblant al Mario Party.                                                              |                             |
| Wii Play Hajimete no Wii (はじめてのWii)                                                                     | 2 de desembre de 2006       |
| Col·lecció de minijocs amb el Wii Remote.                                                                    |                             |
| Wii Sports                                                                                                   | 19 de novembre de 2006      |
| Recull de cinc esports i entrenament per a ells.                                                             |                             |
| Wii Sports Resort                                                                                            | 25 de juny de 2009          |
| Col·lecció de jocs esportius i la continuació de Wii Sports. Afegeix suport per al Wii MotionPlus.           |                             |
| Wii Sports + Wii Sports Resort                                                                               | 1 de novembre de 2011       |
| Disc que conté tots dos jocs amb una pantalla de selecció.                                                   |                             |